# Tetrica suffusa
Tetrica suffusa är en insektsart som beskrevs av Melichar 1906. Tetrica suffusa ingår i släktet Tetrica och familjen sköldstritar. Inga underarter finns listade i Catalogue of Life.